# Tropiocolotes nattereri
Tropiocolotes nattereri är en ödleart som beskrevs av  Franz Steindachner 1901. Tropiocolotes nattereri ingår i släktet Tropiocolotes och familjen geckoödlor. Inga underarter finns listade i Catalogue of Life. Artepitet i det vetenskapliga namnet hedrar ornitologen Johannes Natterer.
Denna geckoödla förekommer med flera från varandra skila populationer i södra Algeriet, Libyen, Chat, Niger, Egypten  norra Sudan. Den lever i klippiga regioner med glest fördelad växtlighet och i buskskogar. Individerna gömmer sig under stenar, under träbitar eller i underjordiska bon som skapades av andra djur. Honan lägger ett ägg per tillfälle.
Personer som plockar trä kan påverka beståndet. Några exemplar dödas när fartyg kör bredvid vägarna. Hela populationen anses vara stabil. IUCN kategoriserar arten globalt som livskraftig.